# 李从谦
李从谦（?—?），字可大，祖籍隴西郡成紀县（今甘肅省天水市），五代十国时南唐元宗李璟第九子。李煜的母弟。
李从谦下围棋作诗都有巧思，李煜常常称赞。性格倜傥，善于书法，曾经戏作夏清侯传。历任鄂国公、宜春王、吉王。出镇江州。后李煜降称江南国主，他为鄂国公。归附北宋，为右领军卫大将军，神武统军，右龙武大将。历任随州、复州、成州知州。改名李从浦。淳化五年，以家贫求外任，为武胜军行军司马，月俸三万钱。其子李仲偃，大中祥符八年进士。